# 大前门香烟
大前门香烟是一款中低等卷烟，由上海、天津和青岛三地的烟厂生产，在国内都有一定的固定用户。

## 历史

### 1949年前
大前门原名为CHIENMEN（即指北京前门），由英美烟草公司于1916年推出的产品，当时与“老刀”、“大英”、“哈德门”、“ 三炮台”等品牌风靡上海。
为了能够增大销路并且少交税款，英美烟草公司采用了“化整为零”的策略，于1934年11月注册以华商为名的“颐中公司”，以此在上海、天津、青岛等地产销前门牌香烟。
1949年前前门香烟的标志与现在有些不同，其底色为灰色，正面为前门箭楼的侧面图，副板的为箭楼的背面图案。不过标志上端的文字在不同时期并不一样，先后使用过英、日和中文。
当时大前门有一句广告语为：“大人物吸‘大前门’落落大方”，较有著名。

### 1949年后

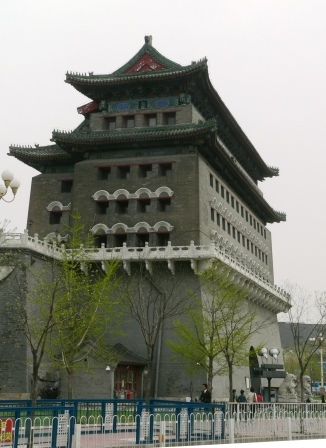
“大前门”图标中建筑的原型：正阳门箭楼

1949年后，根据毛泽东的指示，政府对烟草行业进行了“改造”，当时的上海，有436种不同品牌的香烟，最后只有“前门”幸存了下来。1949年后，英美烟草公司的在华企业转化为国营企业，继续生产“前门”香烟。卷烟也将细枝改为粗枝，被称为“大号”，“前门”也因此称为“大前门”。
1952年4月，经过了转让和承让协议，“大前门”被收为国有，而商标由上海，青岛和天津三地拥有。
1953年国营上海烟草公司选取了14只牌号为典型的牌号，而在乙级烟中的4只牌号中首选“大前门”；而在1958年，上海对乙级和乙级一下的牌号实行精简，13个保留牌号中3个乙级里大前门位居首位；1965年6月烟草行业再次对商标进行了整顿，在此次“整顿”中，上海只保留了7个等级20个牌号，而大前门依然是乙级中的首位。
在文革期间，由于烟标管理混乱且卷烟工业极度畸形发展，因为很多卷烟厂看好“大前门”品牌而竞相生产，先后有郑州、开封、许昌、安阳、成都、重庆、哈尔滨、沈阳、营口、合肥等地的烟厂使用了“大前门”的商标，导致各种“大前门”充斥市场。为此，在1983年6月23日，国家工商行政管理局发布了《关于整顿“大前门”卷烟商标问题的通知》。此后至今，形成了上海、天津、青岛三家烟厂共同生产“大前门”牌香烟的局面。
大前门生产过两次纪念性烟标：1959年时，天津卷烟厂生产的产品在副图上标以“庆祝国庆十周年”字样；而在1996年，上海卷烟厂则在烟标上标以“大前门创牌80周年”字样。